# Enomisossab
Enomisossab è il progetto musicale e performativo di Simone Basso (Sesto San Giovanni, 1971).

## Biografia
Sul finire degli anni Ottanta, nel circuito HC italiano, fa parte dei JWTJ e poi, nei primi Novanta, dei Der Tod, duo industrial metal che incide un album omonimo per Last Scream Records, uscito nel 1995. 
Enomisossab nasce per esplorare la dimensione fisica della performance e della voce, in ogni spazio sperimentabile (club, gallerie d'arte, installazioni, festival), usando i luoghi come cassa armonica e teatro vocale, per farli suonare, come a La Scarzuola nell'evento del Plenilunio d'Estate 2011. Le esibizioni si svolgono interagendo con dispositivi, medium (e artisti), come in "Carne" all'Italian Experimental Cinema di Roma del 2008 con Andy Rivieni, oppure provocando i movimenti di una ballerina (Elisa Spagone) con le voci, nello spettacolo "Burattini, burattinai. E corde". 
Nel suo lavoro le tecniche che si sommano, diplofonia, canto armonico, glossolalia, yodel spezzato, conducono a un'interpretazione che fa della vocalità (estesa) la forma originale, la prima, della comunicazione umana e della letteratura. 
In una tetralogia di album, che partono con "La merce perfetta", si esplorano i format che ospitano il canto e la voce ("Kykeon"), nella collaborazione con Fabrizio Barale ("O'er the land of the freaks") si compone un concept sul nuovo secolo, attraverso brani di American Psycho di Bret Easton Ellis, affiancati a centinaia di citazioni dal metaverso, da romanzi, canzoni, pubblicità, poesie, slogan, notizie. 
Si tratta la crisi climatica ("O") cantando formule scientifiche, referti medici, statistiche alimentari: traduce e trasforma la parola, come nei "Canti del salmone" dove la musicalità si crea su testi altrui (Simone Cattaneo, William S. Burroughs, Joseph Ponthus, Edoardo Sanguineti).

## Discografia

### Album in studio
- 2004 - Rosso, (autoproduzione)
- 2008 - L'ombra di mezzogiorno, (Ants)
- 2012 - La merce perfetta, (Complus Events)
- 2016 - Kykeon, (Edison Box)
- 2019 - O'er the land of the freaks, (Toten Schwan)
- 2022 - O, (Edison Box)
- 2025 - Canti del salmone, (Subterra)

### Compilation, Collaborazioni
- 2009 - AA VV "Klang! Suoni contemporanei"
- 2012 - AA VV "BAU.Nove"
- 2012 - AA VV "Toten Schwan One"
- 2018 - Francesco Paladino "Icereport"
- 2020 - Francesco Paladino "De Musica Et In Fungorum Effectis"
- 2025 - AA VV "Syncretic synthetic raven"